# Astragalus rawlinsianus
Astragalus rawlinsianus är en ärtväxtart som beskrevs av James Edward Tierney Aitchison och John Gilbert Baker. Astragalus rawlinsianus ingår i släktet vedlar, och familjen ärtväxter. Inga underarter finns listade i Catalogue of Life.